# Metopia lateralis
Metopia lateralis är en tvåvingeart som först beskrevs av Macquart 1848.  Metopia lateralis ingår i släktet Metopia och familjen köttflugor. Inga underarter finns listade i Catalogue of Life.